# Samuel Dana (Politiker)
Samuel Dana (* 26. Juni 1767 in Groton, Middlesex County, Province of Massachusetts Bay; † 20. November 1835 in Charlestown, Massachusetts) war ein US-amerikanischer Politiker. In den Jahren 1814 und 1815 vertrat er den Bundesstaat Massachusetts im US-Repräsentantenhaus.

## Werdegang
Samuel Dana besuchte die öffentlichen Schulen seiner Heimat. Nach einem anschließenden Jurastudium und seiner 1789 erfolgten Zulassung als Rechtsanwalt begann er in Groton in diesem Beruf zu arbeiten. Im Jahr 1801 wurde er in seiner Heimatstadt auch Posthalter. Gleichzeitig schlug er als Mitglied der Demokratisch-Republikanischen Partei eine politische Laufbahn ein. Im Jahr 1803 war er Abgeordneter im Repräsentantenhaus von Massachusetts. Danach gehörte er von 1805 bis 1812 dem Staatssenat an, dessen Vorsitz er zeitweise innehatte. Von 1807 bis 1811 fungierte er als Staatsanwalt im Middlesex County. Danach war er bis 1812 Berufungsrichter.
Nach dem Rücktritt des Abgeordneten William M. Richardson wurde Dana bei der fälligen Nachwahl für den vierten Sitz von Massachusetts als dessen Nachfolger in das US-Repräsentantenhaus in Washington, D.C. gewählt, wo er am 22. September 1814 sein neues Mandat antrat. Da er im Jahr 1814 nicht bestätigt wurde, konnte er bis zum 3. März 1815 nur die laufende Legislaturperiode im Kongress beenden. 1817 saß Dana erneut im Senat von Massachusetts; im Jahr 1820 war er Mitglied einer Versammlung zur Überarbeitung der Staatsverfassung. Danach war er von 1825 bis 1827 nochmals Abgeordneter im Repräsentantenhaus von Massachusetts. Außerdem praktizierte er wieder als Anwalt. Samuel Dana starb am 20. November 1835 in Charlestown.